# Juan Crisostomo de Arriaga
Juan Crisóstomo Jacobo Antonio de Arriaga y Balzola  (tudi španski Mozart), španski (baskovski) skladatelj, * 27. januar 1806, Bilbao, † 17. januar 1826, Pariz.
Na Pariškem konzervatoriju je violino študiral pri Pierru Baillotu, harmonijo in kontrapunkt pa pri François-Joseph Fétisu. Zaradi svojega izjemnega talenta in znanja je postal asistent v Fétisovem razredu.
Čeprav je bil izjemno plodovit skladatelj, se je ohranilo le malo njegovih skladb. Njegova glasbena govorica izhaja iz klasicističnega sloga, v njej ne moremo najti mnogo španskih narodnih značilnosti. Podobna je skladbam Josepha Haydna, Mozarta ali zgodnjega Beethovna.
Nadimek »španski Mozart« je dobil zaradi izjemne naključne podobnosti, ki jo deli z avstrijskim skladateljem. Njuna glasba izhaja iz sličnih estetskih okvirov, oba sta komponirala z izjemno lahkoto in hitrostjo. Najbolj presenetljivo pa je, da sta oba rojena na isti dan (27. januar), vendar je Arraiga rojen 50 let kasneje; nosita isto ime (Juan Crisóstomo Arraiga in Joannes Chrysostomus Wolfgangus), oba sta bila čudežna otroka, začela sta igrati violino s tremi leti, napisala sta prvo opero s 13-imi leti, oba sta umrla v mladosti, itd.
Arriaga je umrl zaradi vnetja pljuč in zaradi izčrpanosti, v starosti 19 let. Po njem se imenuje gledališče v Bilbau.

## Ohranjena dela
- opera Veseli sužnji (Los esclavos felices), 1820
- Simfonija v D
- trije godalni kvarteti
- opera »Nada y Mucho«
- cerkvena glasba (kantate, maša, Stabat Mater, Salve Regina, Et vitam venturi saeculi)
- vokalna glasba (Agar, Erminia, All' Aurora, Patria, La Hungara)
- različne skladbe za komorne zasedbe